# Oak Grove (Illinois)
Oak Grove es una villa ubicada en el condado de Rock Island en el estado estadounidense de Illinois. En el Censo de 2010 tenía una población de 396 habitantes y una densidad poblacional de 266,37 personas por km².

## Geografía
Oak Grove se encuentra ubicada en las coordenadas 41°24′42″N 90°34′29″O / 41.41167, -90.57472. Según la Oficina del Censo de los Estados Unidos, Oak Grove tiene una superficie total de 1.49 km², de la cual 1.49 km² corresponden a tierra firme y (0%) 0 km² es agua.

## Demografía
Según el censo de 2010, había 396 personas residiendo en Oak Grove. La densidad de población era de 266,37 hab./km². De los 396 habitantes, Oak Grove estaba compuesto por el 96.21% blancos, el 0.25% eran afroamericanos, el 0.51% eran amerindios, el 0.25% eran asiáticos, el 0% eran isleños del Pacífico, el 1.52% eran de otras razas y el 1.26% pertenecían a dos o más razas. Del total de la población el 4.55% eran hispanos o latinos de cualquier raza.